# Rosdel (bier)
Rosdel is een Belgisch bier van hoge gisting.
Het bier wordt gebrouwen in Brouwerij Nieuwhuys te Hoegaarden.
Het is een amberkleurig bier met een alcoholpercentage van 6%. Het is een fruitig bier met een neus van sinaasschil en een bitterdroge afdronk. Rosdel is genoemd naar het gelijknamig natuurgebied nabij Hoegaarden.